# Anspruchskonkurrenz
Der Begriff der Anspruchskonkurrenz bezeichnet im Zivilrecht den Fall, dass positiv mehrere materielle Ansprüche auf denselben Lebenssachverhalt Anwendung finden und negativ kein materieller Anspruch den jeweils anderen verdrängt. Das Phänomen rührt daher, dass Bernhard Windscheid den Begriff des materiellen Anspruchs einführte, den er zuvor aus dem römischen Recht entwickelt hatte. Das hat zur Folge, dass ein und dasselbe Interesse nunmehr mit mehreren materiellen Ansprüchen verfolgt werden kann. Da die Gleichsetzung von materiellem und prozessualem Anspruch zu prozessualen und materiellen Problemen führte, kam es zu einer Trennung beider Begriffe. Ein prozessualer Anspruch – zur Abgrenzung besser als Streitgegenstand bezeichnet – kann auf verschiedene materielle Ansprüche gestützt werden. Auf die Regelung der Frage, in welchem Verhältnis diese mehreren Ansprüche zueinander stehen, hat der Gesetzgeber bewusst verzichtet. In der Praxis wird das Verhältnis vielfach durch von der Rechtsprechung aufgestellte Grundsätze gelöst.

## Abgrenzung
Die Wahlschuld, auch Alternativobligation oder alternatives Schuldverhältnis ist in §§ 262–265 BGB gesetzlich geregelt. Inhalt des Schuldverhältnisses sind mehrere verschiedene Leistungen nach Wahl des Gläubigers (aktive Alternativobligation) oder des Schuldners (passive Alternativobligation). Hat zumindest eine der Parteien an der endgültigen Entscheidung über den konkreten Leistungsgegenstand ein besonderes Interesse, liegt eine Wahlschuld vor. Kommt es den Parteien hingegen nicht auf die Auswahl und damit auch nicht auf die individuelle Beschaffenheit der Stücke, sondern nur auf die Gattungseigenschaft an, liegt eine Gattungsschuld vor.
Die Abgrenzung ist bedeutsam, weil der Schuldner bei der Gattungsschuld Sachen mittlerer Art und Güte zu leisten hat (§ 243 Abs. 1 BGB), bei der Wahlschuld aber nach Treu und Glauben den Leistungsgegenstand frei wählen kann (§ 263 Abs. 1 BGB). Die Ausübung des Wahlrechts führt bei der Wahlschuld zur rückwirkenden Konkretisierung (§ 263 Abs. 2 BGB), bei der Gattungsschuld nur zu einer Wirkung ex nunc (§ 243 Abs. 2 BGB).
Bei der Ersetzungsbefugnis (facultas alternativa) schuldet der Schuldner nur eine Leistung, nur sie kann der Gläubiger fordern. Das Schuldverhältnis ist damit anders als bei der Wahlschuld von Anfang an bestimmt. Der Schuldner hat aber das Recht, sich durch eine andere als die an sich geschuldete Leistung von seiner Verbindlichkeit zu befreien (vgl. beispielsweise § 528 Abs. 1 Satz 2 BGB) oder der Gläubiger hat das Recht, statt der geschuldeten Leistung eine andere zu fordern (vgl. § 249 Abs. 2 BGB).

## Konstellationen
Je nach Auslegung des Begriffs Anspruch ergeben sich materiellrechtlich und prozessual unterschiedliche Konkurrenzsituationen.

### Materielles Recht
Bei der Anspruchsgrundlagen- oder Anspruchsnormenkonkurrenz, auch bezeichnet als Mehrheit der Anspruchsgrundlagen besteht eine Einheit des anspruchsbegründenden Sachverhalts und eine Übereinstimmung des Anspruchsinhalts. Dem Gläubiger steht gegen einen Schuldner ein Recht auf eine bestimmte Leistung (Forderung) zu, das jedoch aus mehreren Rechtsgründen folgt, beispielsweise ein Anspruch auf Schadensersatz aus Vertrag und Delikt, aus einer Verschuldens- oder einer Gefährdungshaftung. Ein Eigentümer kann die Herausgabe auf Grund seines Eigentums (Eigentumsschutz), aus ungerechtfertigter Bereicherung (Bereicherungsrecht) oder aus Delikt verlangen.
Ferner können innerhalb desselben Rechtsgebiets (Vertrag, Delikt etc.) mehrere verschiedene Forderungen oder Gestaltungsrechte bestehen. Im Fall des Verkaufs mangelhafter Ware kann dem Käufer nach § 437 BGB ein Anspruch auf Nacherfüllung oder das Recht zur Vertragsaufhebung oder zur Minderung des Kaufpreises und/oder ein Anspruch auf Schadensersatz gegen den Verkäufer zustehen. Für einen deliktisch verursachten Schaden kann Ausgleich in Natur oder Ersatz des Wertverlustes vorgesehen sein (§ 249 BGB).
Schließlich kann man von Anspruchskonkurrenz sprechen, wenn ein Gläubiger aus einem einheitlichen Geschehen Ansprüche gegen mehrere Schuldner hat, diese Ansprüche aber ebenfalls nicht unabhängig voneinander sind, sondern in einem gegenseitigen Bezug stehen, etwa bei der gleichzeitigen Haftung eines Schädigers und seines Versicherers (Gesamtschuld).

### Prozessrecht
Gem. § 260 ZPO können unter bestimmten Voraussetzungen mehrere prozessuale Ansprüche des Klägers gegen denselben Beklagten in einer Klage verbunden werden (objektive Klagehäufung).

## Lösungen
Als Lösung kommt im Grundsatz in Betracht, dass der Gläubiger die mehreren Ansprüche entweder kumulieren, sie also nebeneinander geltend machen kann (kumulative Konkurrenz) oder die mehreren Ansprüche ihm wahlweise zustehen, sie sich aber wechselseitig ausschließen (elektive Konkurrenz mit Wahlrecht des Gläubigers, vgl. die Fülle der Ansprüche beim Rücktritt vom Vertrag gem. § 346 BGB) oder aber er nur einen bestimmten Anspruch geltend machen kann, während die übrigen ausgeschlossen sind (Konsumtion oder Gesetzeskonkurrenz).
Im Fall der kumulativen Konkurrenz gebühren dem Gläubiger die geschuldeten Leistungen im Ergebnis jedoch nicht nebeneinander, sondern es findet ein Vorteilsausgleich statt. So mindert etwa die Erlangung des stellvertretenden commodum den Schadensersatz wegen Nichterfüllung (§ 285 Abs. 2 BGB). Eine Kumulation kommt nur in Betracht, wenn die mehreren Ansprüche nicht deckungsgleich, sondern auf unterschiedliche Rechtsschutzziele gerichtet sind. So kann neben Schadensersatz wegen einer Körperverletzung nach § 823 Abs. 1 BGB auch Schmerzensgeld für dadurch nicht erfasste immaterielle Schäden verlangt werden (§ 253 BGB).
Bei einem Nebeneinander von vertraglichen und deliktischen Ansprüchen (alternative Konkurrenz) kann sich der Gläubiger in Deutschland für den jeweils vorteilhafteren Anspruch entscheiden. Dasselbe gilt bei Bereicherungs- und Deliktsansprüchen. Prozessual ist eine Geltendmachung in Gestalt eines Haupt- und eines Hilfsantrags zulässig. Da hinsichtlich der Verjährung jeder Anspruch grundsätzlich seinen eigenen Regeln folgt, kann der Gläubiger gegebenenfalls bei Verjährung des einen Anspruchs noch den unverjährten anderen Anspruch durchsetzen.
Die Verjährung wird durch § 213 BGB für aus demselben Grund gegebene Ansprüche harmonisiert. Wie weit diese Harmonisierungswirkung reicht, insbesondere ob sich die Ansprüche auf dasselbe wirtschaftliche Interesse richten müssen, ist in der Rechtswissenschaft ausgesprochen umstritten. Ein Teil der Fachliteratur verweist auf den Gesetzesentwurf der Schuldrechtskommission, wonach die für einen geltend gemachten Anspruch bewirkten verjährungshemmenden oder den Neubeginn der Verjährung auslösenden Maßnahmen sich in all den Fällen auf sämtliche Ansprüche erstrecken, in denen das Gesetz einem Gläubiger von vornherein mehrere, auf das gleiche Interesse gerichtete, aber inhaltlich verschiedene Ansprüche zur Wahl stellt (elektive Konkurrenz) oder es ihm zumindest in Verfolgung des gleichen wirtschaftlichen Interesses ermöglicht, von einem Anspruch zum anderen überzugehen (alternative Konkurrenz). Die Gegenansicht verweist darauf, dass man sich von dieser Idee im weiteren Verlauf des Gesetzgebungsverfahren abgewandt habe und es stattdessen allein darauf ankomme, dass das Gesetz dem Gläubiger aus demselben Grund verschiedene Ansprüche zur Hand gebe. Der Bundesgerichtshof hatte diese Frage direkt noch nicht zu entscheiden, aber bereits angedeutet, dass er die Identität des wirtschaftlichen Interesses nur für Ansprüche in alternativer Konkurrenz fordert.
Eine gesetzlich oder durch Parteiabrede begründete Haftungsbeschränkung, etwa im Schenkungsrecht gem. § 521 BGB, gilt grundsätzlich entsprechend für den konkurrierenden deliktischen Anspruch und verdrängt den allgemeinen Haftungsmaßstab aus § 276 BGB.
Nach der europäischen Verbrauchsgüterkauf-Richtlinie (1999/44) kann der Käufer zunächst nur Nacherfüllung in Form der Nachbesserung oder Nachlieferung beanspruchen. Erst wenn sie ausscheidet oder misslingt, erlaubt die Richtlinie einen Übergang zur Vertragsauflösung oder zur Minderung.